# Dingley Village
Dingley Village (engelska: Dingley) är en del av en befolkad plats i Australien. Den ligger i kommunen Kingston och delstaten Victoria, omkring 24 kilometer sydost om delstatshuvudstaden Melbourne.
Runt Dingley Village är det mycket tätbefolkat, med 1 463 invånare per kvadratkilometer.. Närmaste större samhälle är Rowville, omkring 10 kilometer nordost om Dingley Village. 
Trakten runt Dingley Village består till största delen av jordbruksmark. Genomsnittlig årsnederbörd är 1 251 millimeter. Den regnigaste månaden är maj, med i genomsnitt 154 mm nederbörd, och den torraste är januari, med 51 mm nederbörd.